# Kong (Stadt)

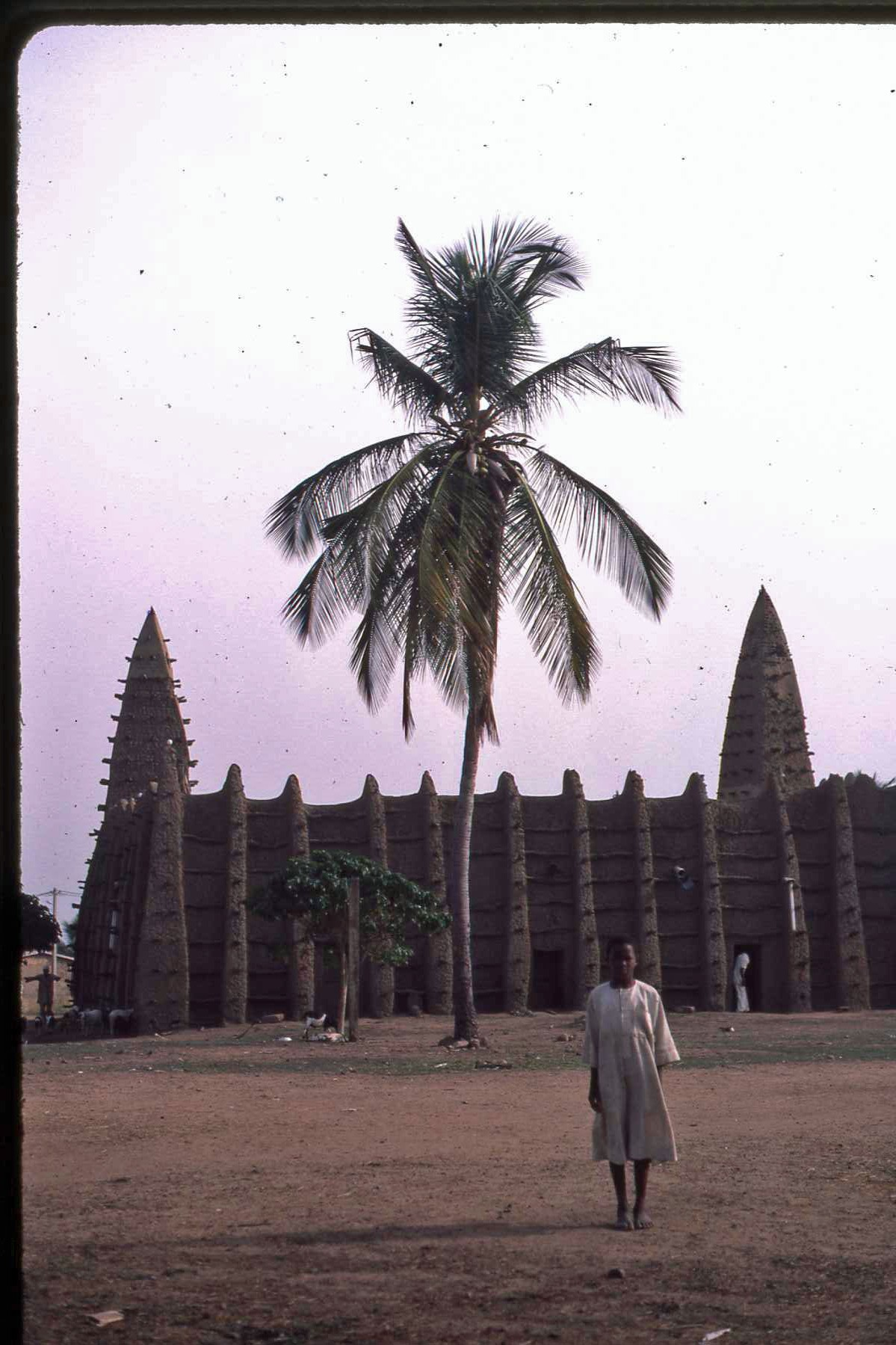
Traditionelle Moschee-Architektur in Kong, im regionalen sudanosahelischen Stil

Kong ist eine Stadt in der Elfenbeinküste, im Distrikt Savanes, mit 29.190 Einwohnern laut Zensus von 2014. Sie war von 1710 bis 1895 die Hauptstadt des einstigen Kong-Reiches.

## Geschichte
Kong entwickelte sich zum Handelszentrum, als Händler des Malireiches begannen, im Reich der umliegenden Senufovölker Wirtschaftsbeziehungen aufzubauen.
Der sous-préfecture Kong, im Bereich von Kong bis Dabakala, wird nachgesagt, der Ursprungsort zu sein, wo Händler der Mandevölker bekannt als Dioula im 12. Jahrhundert von der Nigermulde immigrierten. Ein vielfach in Westafrika von Frauen getragenes Wickeltuch wird nach dem Handelszentrum Kong genannt. Es handelt sich um ein rechteckiges umsäumtes Baumwolltuch, das über Brust oder Schulter verknotet den Körper umhüllt.
In der Ortsmitte, im Viertel Saghanughu, nordöstlich des Marktes liegt die Freitagsmoschee. Sie wurde 1785 von Kunatay-Dyula erbaut und 1897 erneuert, 1910 dann vorübergehend zerstört. Die Gesamtanlage der Moschee erstreckt sich über eine Fläche von 400 Quadratmetern. Der Mihrāb-Turm misst 12,5 Meter Höhe. Ihr heutiger Zustand weist starke Erosionsspuren auf und der Putz ist rissig. Eine weitere erhaltene Moschee liegt im Viertel Barola, westlich der Freitagsmoschee. Diese wurde etwa 1915 gebaut, nachdem ein Vorgängerbau zerstört worden war. Mit 69 Quadratmetern ist sie sehr klein, verfügt gleichwohl über einen 7 Meter hohen Mihrāb-Turm.